# Tchê Tchê
Danilo das Neves Pinheiro, genannt Tchê Tchê, (* 30. August 1992 in São Paulo) ist ein brasilianischer Fußballspieler. Er spielt auf der Position eines defensiven Mittelfeldspielers.

## Karriere
Tchê Tchê erhielt seine fußballerische Ausbildung beim Grêmio Osasco Audax. Bei Audax gelang ihm 2011 der Sprung in den Profikader. Er blieb bei dem Klub, bis auf Ausnahme von kurzen Leihen, bis 2016 bei Audax. Nach Austragung der Staatsmeisterschaft von São Paulo 2016 wechselte er zur SE Palmeiras. Der Kontrakt erhielt eine Laufzeit über drei Jahre. Eine Ablöse erhielt Audax nicht, da dessen Vertrag mit dem Spieler am 28. Mai auslief. Mit Palmeiras trat er erstmals in der obersten Spielklasse Brasiliens an. In der Série A 2016 gab er am 14. Mai zuhause gegen Athletico Paranaense sein Debüt. An diesem ersten Spieltag der Meisterschaft stand er in der Startelf. Und dieses fast das gesamte Jahr über. Insgesamt bestritt er 37 von 38 möglichen Spielen, alle in der Anfangsformation, und erzielte zwei Tore. Er war damit einer der Garanten beim Erreichen des neunten Meisterschaftstitels für Palmeiras. 2017 gab Tchê Tchê mit Palmeiras 2017 seinen Einstand auf internationaler Klubebene. Am 15. Mai trat der Klub in der Copa Libertadores 2017 an. Im zweiten Spiel der Gruppenphase empfing man Club Jorge Wilstermann aus Bolivien. Er stand in der Startelf und wurde in der 83. Minute für Willian ausgewechselt. Im Juni 2018 verließ Tchê Tchê den Klub.
Der Spieler wechselte in die Ukraine. Hier unterzeichnete er einen Fünfjahreskontrakt bei Dynamo Kiew. Die Ablösesumme betrug 4,8 Millionen Euro. In der Premjer-Liha 2018/19 bestritt Tchê Tchê seine erste Partie am 28. Juli beim FK Lwiw. Mit Dynamo debütierte er auch in der UEFA Champions League 2018/19. Hier trat er im Platzierungsweg der Play-offs im Hinspiel 22. August 2018 bei Ajax Amsterdam an. Hier wurde er in der 77. Minute für Serhij Sydortschuk eingewechselt. Die Partie verlor Dynamo mit 1:3. Nachdem das Rückspiel 0:0 geendet hatte, trat der Klub danach in der UEFA Europa League 2018/19 an. Hier bestritt Tchê Tchê noch vier torlose Spiele. Insgesamt konnte er sich bei den Ukrainern nicht durchsetzen. Bis Anfang Dezember bestritt er lediglich neun Ligaeinsätze. Danach wurde er nicht mehr berücksichtigt. Im März 2019 einigte sich Dynamo mit dem FC São Paulo auf einen Verkauf des Spielers.
Der Kontrakt mit den Brasilianern erhielt eine Laufzeit über vier Jahre. Sie sollten fünf Millionen Euro in Raten an Dynamo zahlen. Hierbei kam es zu einem Zahlungsverzug, aufgrund dessen São Paulo von der FIFA einem Antrag von Dynamo zustimmte, nach dem São Paulo nicht nur die letzte Rate in Höhe von 500.000 Euro zu zahlen hätte, sondern auch noch Zinsen und eine Vertragsstrafe. In den Jahren 2019 und 2020 gehörte Tchê Tchê zu den Stammspielern des Klubs. Nachdem er 2021 kaum noch zu Spielzeiten gekommen war, wechselte er im April 2021 auf Leihbasis zu Atlético Mineiro. Die Leihe wurde bis zum 31. Mai 2022 befristet. Hier traf er auf Trainer Alexi Stival, mit welchem er bereits bei São Paulo zusammengearbeitet hatte. Mit diesem kam er wieder zu zahlreichen Einsätzen und zu einem besonderen Jahr für Atlético. Zuerst konnte am 9. Dezember die Série A 2021 mit einem 13-Punkte-Vorsprung vor dem Titelverteidiger CR Flamengo gewonnen werden. Dieses war der zweite Titel in der Série A seit diese 1971 begann, wobei Atlético seinen ersten bei Auftaktveranstaltung gewann. Er trat dabei in 33 von 38 Partien an, hatte 22 Startelfeinsätze und erzielte ein Tor. Kurz darauf gewann Atlético auch seinen zweiten Titel im Copa do Brasil. In den Finalspielen am 12. und 15. Dezember konnte Athletico Paranaense mit 4:0 und 2:1 besiegt werden. Erstmals hatte der Klub dieses Turnier 2014 gewonnen. In der Copa bestritt Tchê Tchê neun von zehn Spielen, davon fünf in der Startelf, keine Tore.
Im April 2022 wurde die Verpflichtung von Tchê Tchê durch den Botafogo FR aus Rio de Janeiro bekannt. Der Kontrakt erhielt eine Laufzeit bis Dezember 2024. Mit dem Klub gewann er am 23. November die Copa Libertadores 2024, mit einem 3:1-Sieg über Atlético Mineiro. Anfang Dezember schloss sich der Gewinn der Série A 2024 an, für ihn der dritte Gewinn der Meisterschaft mit dem dritten Klub. Nachdem zum Jahresende sein Kontrakt ausgelaufen war, wechselte Tchê Tchê zum Lokalrivalen CR Vasco da Gama. Sein Vertrag erhielt eine Laufzeit über zwei Jahre.

## Erfolge
Palmeiras
- Campeonato Brasileiro de Futebol: 2016

Dynamo Kiew
- Ukrainischer Fußball-Supercup: 2018

Atlético Mineiro
- Staatsmeisterschaft von Minas Gerais: 2021, 2022
- Copa do Brasil: 2021
- Campeonato Brasileiro de Futebol: 2021
- Supercopa do Brasil: 2022

Botafogo
- Copa Libertadores: 2024
- Campeonato Brasileiro de Futebol: 2024

Auszeichnungen
- Prêmio Craque do Brasileirão Mannschaft des Jahres: 2016
- Bola de Prata Mannschaft des Jahres: 2016